# Fufluns
Fufluns è il corrispettivo etrusco del greco Dioniso, e poi del romano Bacco. Figlio di Tinia, sua madre Semia, come per la Semele greca, viene associata alla terra (la versione di Semele mortale non è la più antica). A lui vennero dedicate città sacre e montagne: ad esempio Populonia (Pupluna), il monte Bibele, Bibbona etc. Il dio fu patrono della vendemmia, del vino, della felicità, della salute e della crescita in tutte le cose. In suo onore venivano eseguiti sacrifici taurini, in quanto il toro era l'animale a lui consacrato.
È citato due volte tra le divinità elencate nelle iscrizioni del Fegato di Piacenza, essendo elencato tra le 16 divinità che governano le case astrologiche etrusche. È il 9° di questi 16 dei.
Il nome di Fufluns si ipotizzi derivi da puple, con il significato di germoglio secondo Giacomo Devoto,  dal quale deriverebbero anche il toponimo di Populonia (Pupluna/Pufluna/ Fufluna) e nomi personali etruschi (Puplie, Puplina).
Secondo un'altra ipotesi il nome potrebbe essere l'adattamento del tema paleoumbro poplon-, dal quale deriva la  divinità umbra Puemune, quella Sabina di Poimono o Poemonio, da accostare alla dea romana dei frutti Pomona.